# Lianne Sanderson
Pour les articles homonymes, voir Sanderson.
Lianne Sanderson (née le 3 février 1988) est une joueuse de football anglaise qui joue actuellement pour le Juventus. Elle évolue au poste d'attaquant.

## Carrière en club
Sanderson rejoint Arsenal en 1997 en intégrant les équipes de jeunes. Elle dispute sa 1ère saison en équipe première durant la saison 2003/2004.
Lors de la saison 2006/2007, elle inscrit un total de 40 buts en 41 matchs de club, finissant meilleure buteuse de son équipe. Elle remporte cette saison-là un quadruplé historique avec Arsenal (Championnat-FA Cup-League Cup- Coupe UEFA).
Elle quitte Arsenal en juillet 2008, 11 ans après son arrivée, pour rejoindre Chelsea LFC, sa coéquipière Anita Asante fait le même chemin. En 2010, elle intègre le championnat américain au sein de l'équipe des Philadelphie Independence. En septembre 2011, elle est prêtée au club espagnol du RCD Espanyol. Après la suspension des activités de la Women's Professional Soccer en février 2012, elle signe avec les D.C. United Women.
Le 14 juillet 2018, elle rejoint la Juventus.

## Carrière internationale
Lianne Sanderson a joué pour les équipes nationales des moins de 15 ans, de 17 ans, de 19 ans et de 21 ans. Le 3 mai 2006 elle est appelée en équipe première.
Elle marque alors son premier but lors des qualifications pour la Coupe du monde 2007 le 13 mai 2007 où l'Angleterre bat l'Irlande du Nord 4-0.
En septembre 2007 elle participe à sa première Coupe du monde en Chine.
En août 2010, à la suite de différends avec la sélectionneuse Hope Powell, elle décide de quitter la sélection nationale.
Elle est à nouveau sélectionnée pour jouer lors du match contre la Norvège, le 17 janvier 2014, par le nouvel entraîneur, Mark Sampson.

## Palmarès
- Arsenal :
  - Coupe UEFA féminine (1): 2006/07
  - Championnat d'Angleterre féminin de football (5): 2003-04; 2004/05; 2005/06; 2006/07; 2007/08
  - Coupe d'Angleterre féminine de football (4): 2003/04; 2005/06; 2006/07; 2007/08
  - FA Women's Premier League Cup (2): 2004/05; 2006/07
  - Community Shield féminin (2): 2004/05; 2005/06

- Juventus FC :
  - Coupe d'Italie féminine de football (1): 2018/19
  - Championnat d'Italie féminin de football (1): 2018/19

## Vie privée

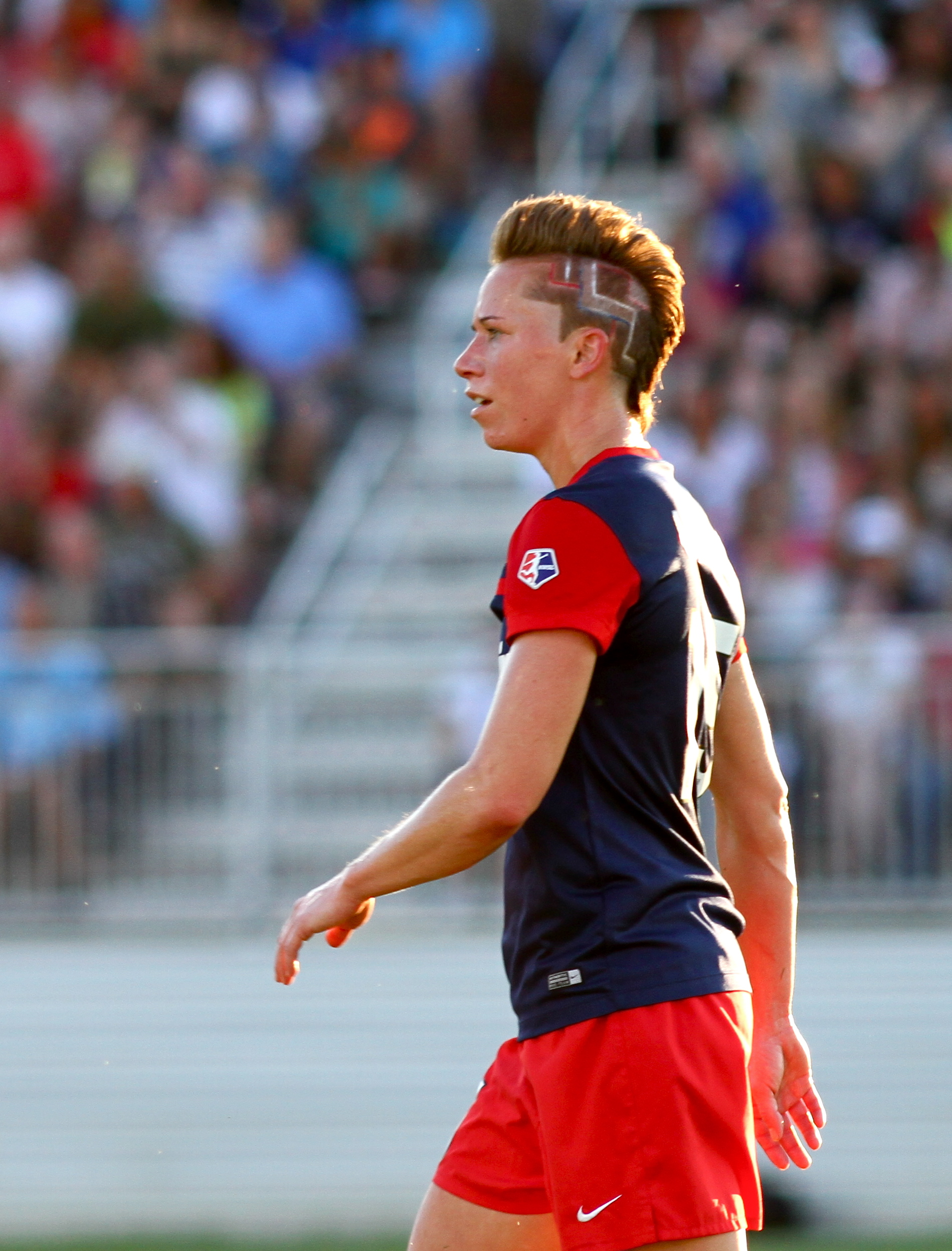
Joanna Lohman, compagne de Lianne Sanderson, sur le terrain. Aout 2015.

Lianne Sanderson est ouvertement lesbienne. Elle est en couple jusqu'en 2014 avec Joanna Lohman, ancienne joueuse américaine. Elle est aujourd'hui en couple avec Ashley Nick (en), sa coéquipière à la Juventus.